# Stenodus
Білори́биця (Stenodus) — рід цінних промислових риб родини лососевих. Містить два види, один з яких (білорибиця) вважається зниклим у природі. Обидва види часто вважаються підвидами єдиного виду Stenodus leucichthys, в такому разі сам рід вважається монотиповим.

## Види
- Stenodus leucichthys — Білорибиця
- Stenodus nelma — Нельма

## Систематика
Рід Stenodus є філогенетично близьким до озерних риб роду Сиг (Coregonus), від яких фенотипічно відрізняються характерною морфологією хижака.